# قائمة حكام مملكة البنطس
هذه الصفحة تورد قائمة بملوك مملكة البنطس، وهي مملكة هلنستية قديمة في الأناضول.

## ملوك البنطس
- مثرادات الأول 302 - 266 ق م
- أريوبرزان 266 - 250 ق م
- مثرادات الثاني 250 - 220 ق م
- مثرادات الثالث 220 - 185 ق م
- فارناق الأول ح 185 - ح 170 ق م
- مثرادات الرابع فيلوبيتر فيلادفوس 170 - 150 ق م
- مثرادات الخامس يوردجيتيس 150 - 120 ق م
- مثرادات السادس يوباتور 120 - 63 ق م
- فارناق الثاني 63 - 47 ق م
- داريوش البنطسي 39 - 37 ق م
- أرساق البنطسي 37 ق م

الأسرة البيثودورية
- بوليمون الأول 37 - 8 ق م
- بيثودوريدا 8 ق م - 38 م
- بوليمون الثاني 38 - 64 م